# Anders Johansson (fotbollstränare)

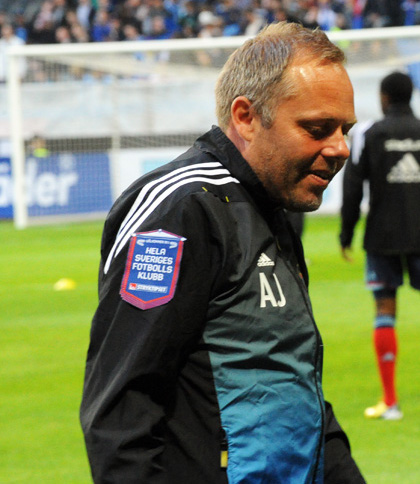
Anders Johansson

Anders Johansson, född 1967 i Sollentuna, är en svensk fotbollstränare som var tillförordnad tränare för Djurgården från 26 april till 15 maj 2013 tillsammans med Martin Sundgren efter att den tidigare tränaren Magnus Pehrsson avgått.
Eftersom Johansson och Sundgren endast var temporära lösningar på tränarposten i Djurgården, letade klubbledningen efter ett nytt namn, och 15 maj presenterades norrmannen Per-Mathias Högmo som ny tränare säsongen ut.